# Burgköppel (Hattendorf)
Burgköppel (hochdeutsch: Burgköpfchen) ist die heutige Bezeichnung einer abgegangenen Burganlage etwa 3 km westnordwestlich von Hattendorf, einem Stadtteil von Alsfeld im mittelhessischen Vogelsbergkreis.

## Lage
Die Anlage befindet sich im Wald auf 245 m ü. NHN 1,2 km östlich von Heidelbach, unmittelbar an der nördlichen Gemarkungsgrenze von Hattendorf. Dort, am Ende eines leicht nach Nordosten gerichteten Bergsporns über dem rechten, südlichen Ufer der Berf, vermerkte schon Landau einen tiefen, den kleinen Gipfel vom Bergsporn trennenden Graben.

## Beschreibung
Historischen Nachrichten, die sich auf die Anlage beziehen könnten, sind bisher nicht bekannt. Die eigentliche Burgfläche auf der Bergkuppe bot mit einem Durchmesser von ca. 10 m nur Platz für einen Turm, von dem aber keinerlei Reste erhalten sind. Lediglich der im Ursprung vermutlich natürliche Graben, ausgebaut als den südwestlichen Berghang trennender halbkreisförmiger Halsgraben, ist noch vorhanden. Im den Lidardaten wird die vermutliche Turmburgstelle sichtbar (ca. 10 auf 16 Meter) . Ein Zusammenhang mit einer Wüstung, von der nur der Flurname Wursthain bekannt ist, wird vermutet.